# Йоло (Каліфорнія)
Йоло (англ. Yolo) — переписна місцевість (CDP) в США, в окрузі Йоло штату Каліфорнія. Населення — 425 осіб (2020).

## Географія
Йоло розташоване за координатами 38°44′26″ пн. ш. 121°48′34″ зх. д. / 38.74056° пн. ш. 121.80944° зх. д. (38.740511, -121.809313).  За даними Бюро перепису населення США в 2010 році переписна місцевість мала площу 3,57 км², уся площа — суходіл.

## Демографія
Згідно з переписом 2010 року, у переписній місцевості мешкало 450 осіб у 149 домогосподарствах у складі 112 родин. Густота населення становила 126 осіб/км².  Було 165 помешкань (46/км²).
Расовий склад населення:
| - 61,8 % — білих - 2,0 % — корінних американців - 33,6 % — осіб інших рас |

До двох чи більше рас належало 2,7 %. Частка іспаномовних становила 65,1 % від усіх жителів.
За віковим діапазоном населення розподілялося таким чином: 30,0 % — особи молодші 18 років, 60,9 % — особи у віці 18—64 років, 9,1 % — особи у віці 65 років та старші. Медіана віку мешканця становила 35,9 року. На 100 осіб жіночої статі у переписній місцевості припадало 90,7 чоловіків;  на 100 жінок у віці від 18 років та старших — 85,3 чоловіків також старших 18 років.
Середній дохід на одне домашнє господарство  становив 77 430 доларів США (медіана — 76 029), а середній дохід на одну сім'ю — 77 361 долар (медіана — 77 206). 
Цивільне працевлаштоване населення становило 274 особи. Основні галузі зайнятості: виробництво — 13,5 %, сільське господарство, лісництво, риболовля — 12,8 %, транспорт — 12,0 %.